# ウーゴ・レオナルド・シルバ・セレージョ
レオ・シルバ（Léo Silva）ことウーゴ・レオナルド・シルバ・セレージョ（Hugo Leonardo Silva Serejo、1985年12月24日 - ）は、ブラジル・マラニョン州サン・ルイス出身の元プロサッカー選手。ポジションは守備的ミッドフィールダー。

## 経歴
15歳でプロクラブのテストに合格。プロテストに合格する以前はフットサルをプレーしていた。2004年には20歳以下ブラジル代表に選出され、静岡県で行われたSBSカップに出場した。2012年はポルトゥゲーザに所属し、セリエA36試合に出場。ゲームキャプテンも務めた。
2012年12月22日、翌シーズンのアルビレックス新潟への入団内定が発表された。獲得にあたっては、かつて新潟に所属したアンデルソン・リマの「レオ･シルバは間違いない」との助言があったという。リマはポルトゲーサのコーチとしてレオ･シルバを指導していた。彼の出身地であるサン・ルイスの地方紙 O Imparcial のウェブ版は、新潟との契約期間を5年と報じている。2013年シーズン開幕前には既に柳下正明監督の信頼を得、「レオはやりたいプレーがはっきりしている。だから周りも動かせる」と評価された。
移籍初年度の2013年シーズンはリーグ戦32試合に出場。中盤の底で攻守にわたって抜群の存在感を見せ、ボール奪取数はリーグ最高を記録し、前年「奇跡の残留」とも言われて辛うじて15位でJ1に残留した新潟の7位躍進に大きく貢献した。シーズン終了後のJリーグアウォーズでは優秀選手賞を受賞。大宮アルディージャや柏レイソルからの興味が報道されるが、2014年も新潟との契約を更新し、累積警告での欠場を除くリーグ戦33試合に出場。直接FKからの4得点を含む6得点を記録した。Jリーグアウォーズでは2年連続で優秀選手賞を受賞し、全選手中の最多得票を集めてベストイレブンに選出された。
2015年5月、肝機能数値に異常が見つかり、精密検査の為にブラジルへ一時帰国。急性胆嚢炎と診断され、この時点での1stステージの残りの試合を全休。現地で胆嚢摘出手術を受けた。7月11日、2ndステージ開幕戦の鹿島アントラーズ戦（デンカビッグスワンスタジアム）で復帰を果たした。
2016年12月30日、鹿島アントラーズに加入することが発表された。2017シーズンは一時ケガで離脱も、中盤の底に君臨。ゴールやアシストといった目に見える結果はそれほど残せなかったが、豊富な運動量とボール奪取で違いを作り出し、優秀選手賞を受賞した。
2022年は名古屋グランパスでプレーし、同年契約満了となった。
2023年は母国ブラジルの地元クラブモト・クルブ・ジ・サン・ルイスに加入した。1シーズン限りで現役引退する予定だとしている。

## プレースタイル
中盤の底、ボランチのポジションでプレーする。新潟入団の際には「豊富な運動量で攻守両面においてチームを牽引できるボランチ。正確な技術と高い戦術センスでゲームを構築するだけではなく、フィニッシュの局面にも絡むことができる」と紹介された。
名波浩は「ボールアプローチのセンスが抜群」と評し、「相手ボールに対して、自分が奪える、奪えない、もしくは周りの味方選手が奪える、奪えない、というジャッジが非常に優れている。ゆえに、味方と横にスライドしながら対応するときでも、前後でタテ関係を築いたときでも、周囲とスムーズな連係を見せて相手ボールを奪取することができる。フィジカル能力も高くて、危ないところには必ず顔を出している」と分析した。
2013年〜2015年までの3年間新潟で監督として指導した柳下正明は守備能力についても「後ろから追いかけて取るというのが上手い。一度はかわされるかもしれないが、その後にすぐリカバーして奪う。これはなかなかできる選手はいないので、そこはJでも一番じゃないかな」と述べ、同時にキックの精度についても新潟入団後の成長に言及している。

## 私生活
夫人との間に2子。2013年9月27日に生まれた第2子の名前は、祖父と自らの名前からとられたブルーノ・レオナルド。来日1年目は単身新潟で生活していたが、2014年に家族も来日した。
亀田製菓が製造販売する揚げ菓子「ハッピーターン」が大好物で、新潟のクラブ公式サイト上の「美味しくて感動した新潟の料理」と「好きな新潟のお菓子」というアンケートには、ともにこの洋風せんべいの名を挙げている。自ら決勝点をあげて勝利した2014年3月23日のサガン鳥栖戦では、マッチスポンサーの亀田製菓からハッピーターン1年分を贈られ、満面の笑みを見せていた。2015シーズン終了後にはスカパー!で放送されたクラブオフィシャル番組の企画としてハッピーターン製造工場を息子と見学。出来立てのハッピーターンに大量に粉を付けて食べるなど愛好ぶりを披露した。

## 個人成績
| 国内大会個人成績 | 国内大会個人成績 | 国内大会個人成績 | 国内大会個人成績 | 国内大会個人成績 | 国内大会個人成績 | 国内大会個人成績 | 国内大会個人成績 | 国内大会個人成績 | 国内大会個人成績 | 国内大会個人成績 | 国内大会個人成績 |
| 年度             | クラブ           | 背番号           | リーグ           | 出場             | 得点             | 出場             | 得点             | 出場             | 得点             | 出場             | 得点             |
| ブラジル         | ブラジル         | ブラジル         | ブラジル         | リーグ戦         | リーグ戦         | ブラジル杯       | ブラジル杯       | 州選手権         | 州選手権         | 期間通算         | 期間通算         |
| ---------------- | ---------------- | ---------------- | ---------------- | ---------------- | ---------------- | ---------------- | ---------------- | ---------------- | ---------------- | ---------------- | ---------------- |
| 2007             | クルゼイロ       |                  | セリエA          | 13               | 0                |                  |                  |                  |                  | 13               | 0                |
| 2008             | イパチンガ       |                  | セリエA          | 11               | 0                |                  |                  |                  |                  | 11               | 0                |
| 2009             | ボタフォゴ       |                  | セリエA          | 18               | 0                |                  |                  | 16               | 0                | 34               | 0                |
| 2010             | グアラチンゲタ   |                  | セリエB          | 21               | 1                |                  |                  |                  |                  | 21               | 1                |
| 2011             | グアラチンゲタ   |                  | セリエB          | 31               | 1                |                  |                  | 18               | 1                | 49               | 2                |
| 2012             | ポルトゥゲーザ   | 8                | セリエA          | 36               | 3                | 5                | 0                | 18               | 2                | 59               | 5                |
| 通算             | ブラジル         | ブラジル         | ブラジル         | 130              | 5                | 5                | 0                | 52               | 3                | 187              | 8                |
| 日本             | 日本             | 日本             | 日本             | リーグ戦         | リーグ戦         | リーグ杯         | リーグ杯         | 天皇杯           | 天皇杯           | 期間通算         | 期間通算         |
| 2013             | 新潟             | 8                | J1               | 32               | 1                | 5                | 1                | 2                | 1                | 39               | 3                |
| 2014             | 新潟             | 8                | J1               | 33               | 6                | 6                | 0                | 1                | 0                | 40               | 6                |
| 2015             | 新潟             | 8                | J1               | 25               | 4                | 6                | 0                | 1                | 1                | 32               | 5                |
| 2016             | 新潟             | 8                | J1               | 32               | 5                | 4                | 1                | 2                | 0                | 38               | 6                |
| 2017             | 鹿島             | 4                | J1               | 27               | 1                | 2                | 0                | 1                | 0                | 30               | 1                |
| 2018             | 鹿島             | 4                | J1               | 20               | 2                | 4                | 0                | 2                | 1                | 26               | 3                |
| 2019             | 鹿島             | 4                | J1               | 27               | 4                | 2                | 0                | 4                | 0                | 33               | 4                |
| 2020             | 鹿島             | 4                | J1               | 32               | 1                | 2                | 0                | -                | -                | 34               | 1                |
| 2021             | 鹿島             | 4                | J1               | 29               | 0                | 4                | 0                | 2                | 0                | 35               | 0                |
| 2022             | 名古屋           | 16               | J1               | 33               | 1                | 7                | 0                | 3                | 0                | 43               | 1                |
| 通算             | 日本             | 日本             | J1               | 290              | 25               | 42               | 2                | 18               | 3                | 307              | 29               |

その他国内公式戦
- 2017年
  - FUJI XEROX SUPER CUP 1試合0得点

| 国際大会個人成績 | 国際大会個人成績 | 国際大会個人成績 | 国際大会個人成績 | 国際大会個人成績 | FIFA      | FIFA      |
| 年度             | クラブ           | 背番号           | 出場             | 得点             | 出場      | 得点      |
| CONMEBOL         | CONMEBOL         | CONMEBOL         | スダメリカーナ杯 | スダメリカーナ杯 | クラブW杯 | クラブW杯 |
| ---------------- | ---------------- | ---------------- | ---------------- | ---------------- | --------- | --------- |
| 2009             | ボタフォゴ       |                  | 3                | 0                | -         | -         |
| AFC              | AFC              | AFC              | ACL              | ACL              | クラブW杯 | クラブW杯 |
| 2017             | 鹿島             | 4                | 6                | 1                | -         | -         |
| 2018             | 鹿島             | 4                | 11               | 2                | 3         | 0         |
| 2019             | 鹿島             | 4                | 8                | 0                | -         | -         |
| 2020             | 鹿島             | 4                | 1                | 0                | -         | -         |
| 通算             | CONMEBOL         | CONMEBOL         | 3                | 0                | -         | -         |
| 通算             | AFC              | AFC              | 26               | 3                | 3         | 0         |

その他の国際公式戦
- 2019年
  - AFCチャンピオンズリーグ2019・プレーオフ 1試合0得点
- 2020年
  - AFCチャンピオンズリーグ2020・プレーオフ 1試合0得点
- Jリーグ初出場 - 2013年3月2日第1節 - セレッソ大阪戦 (長居陸上競技場)
- Jリーグ初得点 - 2013年5月18日第12節 - 大分トリニータ戦 (新潟スタジアム)

## タイトル

### チーム
鹿島アントラーズ
- FUJI XEROX SUPER CUP：1回（2017年）
- AFCチャンピオンズリーグ：1回（2018年）

### 個人
- Jリーグベストイレブン：1回 (2014年)
- Jリーグ月間MVP：1回 (2014年4月)
- Jリーグ・優秀選手賞：3回（2016年、2018年、2019年）